# Alaskacephale
Az Alaskacephale a pachycephalosaurus dinoszauruszok egyik neme, amely a késő kréta kor késő campaniai alkorszakában (mintegy 80–70 millió évvel ezelőtt) élt.
Az Alaskacephalét Robert Sullivan nevezte el 2006-ban. A nem neve Alaszkára utal, ugyanis a fosszíliát a Prince Creek-formációban fedezték fel. A faj neve, a gangloffi az amerikai őslénykutatóra, Roland A. Gangloffra utal. Az A. gangloffi egyetlen ismert példánya, a holotípus, egy majdnem teljes bal squamosális csont, rajta jellegzetes elrendezésű sokszögű csomókkal. A csont méretei alapján az A. gangloffi körülbelül feleakkora volt, mint a Pachycephalosaurus wyomingensis, illetve háromnegyed akkora, mint a Prenocephale prenes, azaz a mérete körülbelül megegyezett a Prenocephale edmontonensis és a Prenocephale brevis méretével.
A példányról Gangloff és szerzőtársai korábban (2005-ben) névtelen pachycephalosaurusként, feltételezett Pachycephalosaurusként készítettek leírást. Gangloff és kollégái a squamosális csontról azt írták, hogy a négyszögcsonthoz egy varrattal kapcsolódott, e jellemzőt pedig korábban csak a Pachycephalosaurus esetében jegyezték fel. Sullivan (2006-ban) úgy vélte, hogy a „varrat” valójában egy töréspont az Alaskacephale és a Pachycephalosaurus esetében, így nem használható a két taxon egyesítésére.

## Fordítás
- Ez a szócikk részben vagy egészben az Alaskacephale című angol Wikipédia-szócikk ezen változatának fordításán alapul.  Az eredeti cikk szerkesztőit annak laptörténete sorolja fel. Ez a jelzés csupán a megfogalmazás eredetét és a szerzői jogokat jelzi, nem szolgál a cikkben szereplő információk forrásmegjelöléseként.